# Józef Gollmayer
Józef Gollmayer – urzędnik austriacki, prezydent Krakowa w latach 1805–1810.
Pracował jako urzędnik w Lubaczowie, przez władze austriackie został mianowany wiceprezydentem Krakowa. Bardzo słabo mówił po polsku. Po rezygnacji ze stanowiska prezydenta Krakowa Dominika Drdatzkiego w 1805 stanął na czele władz miejskich. Na stanowisku tym pozostał do 1810.